# ブロー成形
ブロー成形（ブローせいけい）、または中空成形（ちゅうくうせいけい）、吹込み成形（ふきこみせいけい）とは、プラスチックの加工法の一種。ペットボトルやポリタンクなど、中空の製品を作るのに用いられる。ブロー成形にはダイレクトブロー成形、インジェクションブロー成形、シートブロー成形、フリーブロー成形等があり、それぞれの用途に合せて使用される。

## 直接ブロー成形
原理は吹きガラスと同じである。ペレット状のプラスチック原料をブロー成形機にて溶かして、パイプ状にする（通称パリソンと呼ぶ）。ホットパリソン法と呼ばれる。パリソンは上から下にでてくるが、このパリソンを製品の外側のみ彫られている金型で挟み込み、中に空気を吹き込む。この空気で膨らませて製品を作ることがブロー成形である。
金型内で冷却されたものが、製品形状となる。ブロー成形の場合、必ずバリと言われる不要部分がつく。このバリを取り払うと、ブロー成形品となる。
射出成形と比較して低圧で成形されるので強度はそれほど要求されないため、金型は電鋳や試作用途では3Dプリンタによる製造が可能で費用を低減することが可能である。

### 用途
化粧品、洗剤などの容器類、灯油タンク、パイプ、ダクトなど、建材など、自動車用ダクト、ホース、サスペンションなどのカバー、また、水泳用コースロープなどのスポーツ用品、医療用タンク容器、工業用タンクカバー、単管パイプと組み合わせて使用される仮設ガードレール、農機具用タンク、球場、体育館のベンチ、仮設トイレや特異な所では1/12スケールのガンダムなど、他にもさまざまな分野に使われている。

## インジェクションブロー成形(射出吹込み成形)
射出吹込み成形や２軸延伸ブロー成形とも呼ばれ射出成形とブロー成形を組み合わせた成形法で両者の利点を取り入れている。射出成形により試験管状の有底パリソン（プリフォーム）を成形してからブロー成形に使用する。ダイレクトブロー成形に比べ、高精度でバリ取り等の後工程がなく延伸倍率が高くなることから強度に優れ、その結果肉薄化が可能となって使用樹脂量を減らすことができる。
射出成形とブロー成形を連続して行うホットパリソン・インジェクション・ブロー法（１ステージ法）と、一度冷却してから別のブロー成形機で加熱軟化成形するコールドパリソン・インジェクション・ブロー法（２ステージ法）があり、それぞれに長所短所がある。
ホットパリソン・インジェクション・ブロー
連続して成形するので再加熱の必要性がないのでコールドパリソン・インジェクション・ブローと比較してエネルギーの無駄が少なく、また機器の設置面積も少なくて済む。射出成形とブロー成形の金型の取り数が同数の場合、射出成型工程のサイクル時間がより長くなるため、ブロー成型の能力が過剰となる。この問題を解消するため、ブロー成形の金型数を射出成形の金型数の約数とした装置も存在するが、今度は射出成形後からブロー成形までの所要時間にばらつきが生じる為、温度条件の難易度が増す。なお、もともとは直接ブロー成形で使用される連続した中空のパイプ状のものをホットパリソンと呼んでおり、混同に注意が必要である。
コールドパリソン・インジェクション・ブロー
再加熱するのでエネルギーの無駄がある一方で、ブロー成形時のプリフォームの温度条件を一定としやすいので、製品品質の安定に繋がる。歴史的には１ステージ法より早く登場し、射出成形とブロー成形が独立していることから、それぞれ個別に機器の大型化が進み、現在では比較的大量生産に向けた規模の設備が主流である。この方式の最大のメリットは、比較的技術難易度の低いブロー成形だけを飲料メーカーなどが自社で行えるようになった点であり、従来外部から缶や瓶を調達する場合には、ほとんど空気を運送していたも同然だったものが、プリフォームであれば見かけ比重は樹脂ペレットとほぼ同程度に密であり、運送コストの削減に加え、最終製品の需要に応じて容器を製造することができ、中間在庫の削減を可能とした。海外ではこのためのプリフォームの市場が発展したが、日本ではプリフォームを外販する製造者が少なく、この製法は大手の飲料メーカーや、容器メーカーに限られていた。

## フリーブロー成形
航空機のバブルキャノピーのようにアクリル樹脂やポリカーボネートのような熱可塑性樹脂の平板を加熱、軟化させて内部に空気を送り込むことで泡状に膨らむことで成形する。ドーム状の物体の成形に適する。
利点
表面の平滑性に優れるので鏡面仕上げが不要、底部の型枠のみ必要で雄型、雌型が不要。
欠点
寸法、厚みの精度がやや劣る、生産性がやや低い、加工形状がドーム状のものに限定される。